# Con la morte alle spalle
Con la morte alle spalle (Con la muerte a la espalda) è un film del 1967 diretto da Alfonso Balcázar.

## Trama
Un’organizzazione criminale guidata da un uomo chiamato Electra scopre un siero capace di risvegliare nell’uomo i suoi istinti più aggressivi. L’antidoto viene scoperto dal professor Roland che, recatosi ad un’esposizione di gioielli, viene ucciso. 
Gary, un ladro di gioielli, recupera la valigetta contenente la formula e, salvando la vita dell'assistente del professore (Monica), fugge inseguito dall’organizzazione criminale Electra e, nel contempo, da agenti americani e russi, che temendo l’intervento di una terza potenza mondiale, bramano la preziosa formula.

## Accoglienza
Secondo Morandini il film è "un clone del filone 007 ma la realizzazione è dilettantesca e involontariamente comica".